# إحضار قبرات وأبطال (رواية)
إحضار قبرات وأبطال (بالإنجليزية: Bring Larks and Heroes)‏ هي رواية للكاتب الأسترالي توماس كينيلي، نشرت عام 1967، لأول مرة عن دار نشر كاسل في أستراليا.

## روابط خارجية
- إحضار قبرات وأبطال (رواية) على موقع الموسوعة البريطانية (الإنجليزية)